# 里尔-北法兰西院校联盟
里尔-北法兰西院校联盟（Communauté d'universités et établissements Lille-Nord-de-France）是總部位於法國里爾的大学与院校共同体。其前身是1562年成立的杜埃大學，1808年改名為杜埃-里爾帝國大學（Université impériale de Douai-Lille），1887年改為現名，并搬到現址。学校于2019年12月31日解散，人员与职能全部转入里尔大学。

## 成员
法國北部里爾大學擁有多個校區：
- 里爾第一校區：里尔大学、里爾大學科技學院和里爾中央理工學院
- 里爾第二校區：里尔大学、CHRU里爾大學醫院
- 里爾第三校區：里尔大学
- 阿圖瓦校區：阿圖瓦大學和國立杜埃高等礦業學院
- 濱海蛋白石海岸大學
- 上法兰西理工大学